# Erkut Yilmaz
Erkut Yilmaz (türkische Schreibweise Erkut Yılmaz; * 8. Oktober 1975 in der Türkei) ist ein professioneller US-amerikanischer Pokerspieler. Er ist zweifacher Titelträger der World Poker Tour, bei der er 2018/19 als Spieler des Jahres ausgezeichnet wurde.

## Persönliches
Yilmaz stammt aus Istanbul und zog Anfang der 2000er-Jahre nach Sacramento. Er ist seit Juli 2018 verheiratet.

## Pokerkarriere
Yilmaz spielt seit 2006 professionell Poker und erzielte Anfang Februar 2009 in Los Angeles seine erste Geldplatzierung bei einem Live-Turnier. Mitte April 2009 gewann Yilmaz das Main Event des Sierra Poker Classic in Lake Tahoe und damit sein erstes Live-Turnier sowie eine Siegprämie von knapp 30.000 US-Dollar. Im Juli 2012 war er erstmals bei der World Series of Poker (WSOP) im Rio All-Suite Hotel and Casino am Las Vegas Strip erfolgreich und belegte im Main Event den mit rund 45.000 US-Dollar dotierten 231. Platz. Bei der WSOP 2013 platzierte sich Yilmaz bei drei Turnieren der Variante No Limit Hold’em in den Geldrängen, wobei er sein mit Abstand größtes Preisgeld in Höhe von mehr als 120.000 US-Dollar erneut im Main Event gewann. Anfang März 2014 kam er erstmals beim Main Event der World Poker Tour (WPT) in die bezahlten Plätze und belegte in Los Angeles den 17. Platz für knapp 55.000 US-Dollar. Im Juli 2016 gewann Yilmaz das Deep Stack Extravaganza im Venetian Resort Hotel am Las Vegas Strip und sicherte sich eine Siegprämie von über 90.000 US-Dollar. Bei der WSOP 2016 saß er am Finaltisch des Colossus-Events und wurde Sechster für rund 175.000 US-Dollar. Mitte September 2018 gewann Yilmaz das WPT-Main-Event in Atlantic City und sicherte sich den Hauptpreis von mehr als 575.000 US-Dollar. Im März 2019 setzte er sich erneut beim WPT-Main-Event durch und erhielt für den Sieg in Lincoln ein Preisgeld von über 300.000 US-Dollar. Aufgrund dieser Leistungen wurde Yilmaz Anfang Juni 2019 als WPT Player of the Year ausgezeichnet. Seitdem blieben größere Turniererfolge aus.
Insgesamt hat sich Yilmaz mit Poker bei Live-Turnieren knapp 2,5 Millionen US-Dollar erspielt.